# 弘南鉄道ED30形電気機関車
弘南鉄道ED30形電気機関車（こうなんてつどうED30がたでんききかんしゃ）は、かつて弘南鉄道が所有していた直流用電気機関車である。1両（ED301）のみ在籍していた。

## 概要
1949年に日本鉄道自動車で製造された、30t凸形の電気機関車である。外観上の特徴として、元空気溜が車体外（ボンネット前）に剥き出しになっている。
書類上は、1950年に三井鉱山（三池）から譲渡されたことになっている。これは、戦後の資材不足で新たな機関車製造が困難であったため、三井鉱山の受注枠を譲り受けたためである。よって、実際にこの機関車は三井鉱山での運用の実績はない。
貨物輸送の主力であったが、ED33形の入線以降は予備車となる。1984年の貨物輸送廃止後はほとんど運用されず、平賀駅の留置線に留置された状態であった。
2004年（平成16年）3月に廃車となる。

## 主要諸元
- 全長：9,350mm
- 全幅：2,400mm
- 全高：3,998mm
- 運転整備重量：30.0t
- 電気方式：直流1500V（架空電車線方式）
- 軸配置：B×B
- 主電動機：70.5kW×4基